# Arroyo Tapebicuá
Arroyo Tapebicuá är ett periodiskt vattendrag i Argentina.   Det ligger i provinsen Corrientes, i den nordöstra delen av landet, 600 kilometer norr om huvudstaden Buenos Aires.
Omgivningen kring Arroyo Tapebicuá består huvudsakligen av våtmarker och området är  ganska glesbefolkat, med 35 invånare per kvadratkilometer.